# 第53屆金馬獎
第53屆金馬獎（英語：53rd Golden Horse Awards），是2016年台灣與華語電影業界的年度盛事之一，表揚年度傑出華語電影作品與電影工作者。總計有534部影片（劇情長片181部、動畫長片5部、紀錄片92部、劇情短片194部、動畫短片62部）報名角逐，共有47部電影獲得提名。

## 舉辦過程

### 日程
- 獎項報名日期：2016年6月1日至6月30日(短片類)、2016年7月1日至7月31日(劇情片、紀錄片及動畫長片類)
- 公布入圍名單：2016年10月1日（下午6時）[1]
- 金馬電影學院：2016年10月28日至11月26日
- 金馬國際影展：2016年11月4日至11月24日
- 金馬創投會議：2016年11月22日至11月24日
- 入圍酒會：2016年11月25日
- 頒獎典禮：2016年11月26日

### 人物
- 金馬獎評審團主席：許鞍華
- 金馬電影學院：
- 金馬創投會議評審：
- 星光大道主持人：楊千霈、辰亦儒
- 頒獎典禮主持人：陶晶瑩
- 頒獎典禮司儀：賈培德
- 金馬53形象廣告導演：陳哲藝、趙德胤、畢贛
- 金馬影展主視覺海報設計：黃海
- 入圍名單公布記者會主持人：楊千霈
- 入圍名單公布記者會公布人：李鴻其、宋芸樺

## 評選過程

### 初選過程
第53屆金馬獎今年共有534件作品報名，第1階初選階段已告一段落，今各電影報名單位皆收到是否通過進入複選的通知，台灣今年目前票房前3名的電影，《樓下的房客》、《六弄咖啡館》皆過關，反倒冠軍《大尾鱸鰻2》沒在名單之中，導演邱瓈寬說，上次報也沒過，這次根本沒報名。
台灣電影今年看來氣勢較弱，港片今年估計將大軍攬獲提名，強片《寒戰2》、《樹大招風》、《三人行》輕鬆進入第2階段複選，另有《北京遇上西雅圖2：不二情書》。梁家輝、郭富城、鍾漢良、林家棟都是被看好的影帝人選。再加上，每回都會突然殺出先前未曾聽聞的中國電影，各方搶攻10月1日公布的入圍名單。
上個月在台北電影獎封后的許瑋甯作品《紅衣小女孩》、北影最佳劇情片《只要我長大》也讓小薰獲得最佳新演員獎，加上最後1天趕上報名的趙德胤《再見瓦城》由柯震東和吳可熙主演，期望能多為台灣留下幾席入圍名額。

### 入選過程
第53屆金馬獎1日公布入圍名單，金馬執委會執行長聞天祥表示，今年是討論最久、最艱難的一年，每一個獎項都有超過3次以上的討論，最後由《一路順風》入圍8個獎項，成為本次入圍大贏家，在這樣的激烈討論之下，也有許多位遺珠。
男主角最大遺珠包括《白蟻-慾望謎網》吳慷仁、《唐人街探案》王寶強、《一念無明》余文樂、《三人行》鍾漢良，其他被讨论的还有《樹大招風》林家棟、《樹大招風》任賢齊、《樹大招風》陳小春。
女主角最大遗珠有《北京遇上西雅圖之不二情書》湯唯、《暗色天堂》林嘉欣，其他被讨论的还有《德布希森林》桂綸鎂。
男配角方面，《XX》廖啟智、《OlaBola》Bront Palarae、《三人行》盧海鵬都被評審討論許久，但最後卻沒有入圍。女配角方面，《白蟻-慾望謎網》于台煙、《紅衣小女孩》劉引商也有被评审讨论。

### 決選過程
最佳劇情片最開始是《八月》、《再見瓦城》和《我不是潘金蓮》三片競爭，每部影片都是三票，沒有一部片獲得壓倒性的勝利，隨後第二輪聚焦刪除，選出評委更喜歡的《再見瓦城》和《八月》。
最佳導演，許鞍華坦言很欣賞趙德胤，也覺得他的電影最後都沒得到大獎很可惜。投到最後，是趙德胤PK馮小剛，趙德胤勝在作品完整度較高，但馮小剛的作品內容更為複雜，且他更興實驗性的手法讓評審稱讚，最後激戰三輪，馮小剛才出線。許鞍華說她自己很愛趙德胤的另一部入圍紀錄片的作品《翡翠之城》，可惜有更多人支持《日曜日式散步》。 許鞍華說，就她個人而言，因為看到《翡翠之城》很動人，再看《再見瓦城》就覺得比《翡翠》還少了點，會覺得《瓦城》不是趙德胤最好的作品。
在男主角獎中，許鞍華說第一輪投票後，就只剩范偉、柯震東和許冠文，但多數評審認為許冠文就像是在演出自己，而范偉和柯震東都是像是換了一個人般在詮釋，讓兩人纏鬥至第二輪，不過范偉展現出的表演層次更為豐富，因而勝出。
最佳男配角結果，此次擔任評審的陳建斌認為「林柏宏具備了演員非常難得的特性包括鬆弛、幽默、爆發力」，他和「一念無明」曾志偉捉對廝殺，最後贏得不僥倖。評審團主席許鞍華則表示，林柏宏在片中需要自己為角色長出血肉，而曾志偉的角色在劇本上已經很有戲，林柏宏對片子的增色的貢獻更勝一籌卻易被低估。
至於女主角獎的方面，評審在決選會議中徵求表決由於2/3評審通過可以將「周冬雨加馬思純」視為影后的一個選項，接下來周與馬、范冰冰進入廝殺，多數評審覺得「周冬雨、馬思純並列」是個理所當然的結果，由兩人聯手勝出。許鞍華坦言雖然大多數人都會看見周冬雨的表演，然而馬思純的角色比較不易討巧，卻是同樣重要，兩人彼此缺一不可，因此想到坎城影展最佳影片「藍色是最溫暖的顏色」雙女主角一起被肯定的例子，認為兩人應該要一起並列討論，也獲得評審的認同。
最佳女配角是「一念無明」金燕玲與「一句頂一萬句」劉蓓對決，最佳新演員兩岸優秀童星「八月」孔維一和「只要我長大」陳宇一下就把另外三位哥哥姊姊拋開，評審在兩人之中苦苦掙扎，最後決定讓「八月」孔維一勝出。

## 入圍暨得獎名單
下列之標記為該獎項之得獎者。

### 影片獎項

#### 最佳動畫長片
入圍從缺。

## 提名及得獎

### 多項提名
下列23部影片獲得多項提名。
| 提名數量 | 電影名稱                     | 提名獎項                                                                                             |
| -------- | ---------------------------- | --- |
| 8        | 《一路順風》                 | 最佳劇情片、最佳導演、最佳男主角、最佳男配角、最佳攝影、最佳美術設計、最佳造型設計、最佳原創電影音樂 |
| 7        | 《七月與安生》               | 最佳導演、最佳女主角、最佳女主角、最佳改編劇本、最佳造型設計、最佳原創電影歌曲、最佳剪輯             |
| 6        | 《再見瓦城》                 | 最佳劇情片、最佳導演、最佳男主角、最佳女主角、最佳原著劇本、最佳美術設計                             |
| 6        | 《八月》                     | 最佳劇情片、最佳新導演、最佳新演員、最佳原著劇本、最佳攝影、最佳音效                                 |
| 6        | 《皮繩上的魂》               | 最佳新演員、最佳改編劇本、最佳攝影、最佳造型設計、最佳原創電影音樂、最佳音效                         |
| 5        | 《唐人街探案》               | 最佳攝影、最佳美術設計、最佳造型設計、最佳動作設計、最佳原創電影歌曲                                 |
| 5        | 《樹大招風》                 | 最佳劇情片、最佳新導演、最佳原著劇本、最佳造型設計、最佳剪輯                                         |
| 5        | 《我不是潘金蓮》             | 最佳劇情片、最佳導演、最佳女主角、最佳改編劇本、最佳原創電影音樂                                     |
| 4        | 《紅衣小女孩》               | 最佳女主角、最佳新導演、最佳視覺效果、最佳剪輯                                                       |
| 4        | 《葉問3》                    | 最佳視覺效果、最佳美術設計、最佳動作設計、最佳剪輯                                                   |
| 3        | 《只要我長大》               | 最佳新演員、最佳原著劇本、最佳原創電影歌曲                                                           |
| 3        | 《寒戰II》                   | 最佳男主角、最佳視覺效果、最佳動作設計                                                               |
| 3        | 《北京遇上西雅圖之不二情書》 | 最佳男配角、最佳女配角、最佳原著劇本                                                                 |
| 3        | 《一念無明》                 | 最佳新導演、最佳男配角、最佳女配角                                                                   |
| 2        | 《三人行》                   | 最佳導演、最佳電影原創音樂                                                                           |
| 2        | 《日常對話》                 | 最佳紀錄片、最佳剪輯                                                                                 |
| 2        | 《日曜日式散步者》           | 最佳紀錄片、最佳音效                                                                                 |
| 2        | 《翡翠之城》                 | 最佳紀錄片、最佳原創電影音樂                                                                         |
| 2        | 《尋龍訣》                   | 最佳視覺效果、最佳動作設計                                                                           |
| 2        | 《樓下的房客》               | 最佳女配角、最佳視覺效果                                                                             |
| 2        | 《老笠》                     | 最佳男配角、最佳改編劇本                                                                             |
| 2        | 《不成问题的问题》           | 最佳男主角、最佳改編劇本                                                                             |
| 2        | 《長江圖》                   | 最佳攝影、最佳音效                                                                                   |

### 單項提名
下列24部影片獲得單項提名。
| 提名數量 | 電影名稱            | 提名獎項         |
| -------- | ------------------- | ---------------- |
| 1        | 《大魚海棠》        | 最佳原創電影歌曲 |
| 1        | 《亂世備忘》        | 最佳紀錄片       |
| 1        | 《大路朝天》        | 最佳紀錄片       |
| 1        | 《點五步》          | 最佳新演員       |
| 1        | 《一句頂一萬句》    | 最佳女配角       |
| 1        | 《喊·山》           | 最佳音效         |
| 1        | 《六弄咖啡館》      | 最佳男配角       |
| 1        | 《天亮之前》        | 最佳美術設計     |
| 1        | 《暗色天堂》        | 最佳男主角       |
| 1        | 《Mrs K》           | 最佳動作設計     |
| 1        | 《白蟻-慾望謎網》   | 最佳新導演       |
| 1        | 《失控謊言》        | 最佳新演員       |
| 1        | 《德布西森林》      | 最佳女配角       |
| 1        | 《輝煌年代》        | 最佳原創電影歌曲 |
| 1        | 《缺乏名字的場所》  | 最佳動畫短片     |
| 1        | 《褓母》            | 最佳動畫短片     |
| 1        | 《白色隧道》        | 最佳動畫短片     |
| 1        | 《八里溝》          | 最佳動畫短片     |
| 1        | 《巴特》            | 最佳動畫短片     |
| 1        | 《福與李》          | 最佳劇情短片     |
| 1        | 《九月二十八日▪晴》 | 最佳劇情短片     |
| 1        | 《撞牆》            | 最佳劇情短片     |
| 1        | 《阿尼》            | 最佳劇情短片     |
| 1        | 《海島》            | 最佳劇情短片     |

### 得獎統計
| 得獎數量 | 電影產地            | 電影名稱           | 得獎獎項                   |
| -------- | ------------------- | ------------------ | -------------------------- |
| 2        | 中国大陆            | 《八月》           | 最佳劇情片、最佳新演員     |
| 2        | 中国大陆            | 《七月與安生》     | 最佳女主角(同時得獎)       |
| 2        | 香港                | 《樹大招風》       | 最佳原著劇本、最佳剪輯     |
| 2        | 中国大陆            | 《唐人街探案》     | 最佳造型設計、最佳動作設計 |
| 2        | 香港                | 《一念無明》       | 最佳女配角、最佳新導演     |
| 2        | 中国大陆            | 《不成问题的问题》 | 最佳男主角、最佳改編劇本   |
| 2        | 中国大陆            | 《長江圖》         | 最佳攝影、最佳音效         |
| 1        |                     |                    |                            |
| 臺灣     | 《日曜日式散步者》  | 最佳紀錄片         |                            |
| 中国大陆 | 《我不是潘金蓮》    | 最佳導演           |                            |
| 中国大陆 | 《尋龍訣》          | 最佳視覺效果       |                            |
| 臺灣     | 《一路順風》        | 最佳美術設計       |                            |
| 臺灣     | 《翡翠之城》        | 最佳電影原創音樂獎 |                            |
| 香港     | 《九月二十八日·晴》 | 最佳劇情短片       |                            |
| 臺灣     | 《缺乏名字的場所》  | 最佳動畫短片       |                            |
| 臺灣     | 《六弄咖啡館》      | 最佳男配角         |                            |
| 马来西亚 | 《輝煌年代》        | 最佳電影原創歌曲獎 |                            |

本屆23個影片獎項及個人獎項當中，中國大陸電影共獲得12項，台灣電影和香港電影各得5項，馬來西亞電影得1項。

## 評審名單

### 初選評審委員
| 評選類別   | 委員   | 身分                             |
| ---------- | ------ | -------------------------------- |
| 劇情長片類 | 吳洛纓 | 編劇、金鐘獎最佳編劇             |
| 劇情長片類 | 徐鳶   | 影評人、上海電影節選片顧問       |
| 劇情長片類 | 張偉雄 | 編導、影評人                     |
| 劇情長片類 | 梁良   | 影評人、編劇                     |
| 劇情長片類 | 陳德齡 | 國家電影中心副執行長             |
| 劇情長片類 | 陳鴻元 | 製片                             |
| 劇情長片類 | 黃修平 | 編導，香港電影金像獎最佳新晉導演 |
| 劇情短片類 | 李中   | 編導，金馬獎最佳新導演入圍       |
| 劇情短片類 | 孫松榮 | 學者                             |
| 劇情短片類 | 黃晧傑 | 高雄電影節策展人                 |
| 紀錄片類   | 李惠仁 | 導演，台北電影獎百萬首獎         |
| 紀錄片類   | 李達義 | 影評人、編劇                     |
| 紀錄片類   | 林偉鴻 | 攝影、華語紀錄片節節目總監       |
| 紀錄片類   | 洪淳修 | 導演，台北電影獎最佳剪輯         |
| 紀錄片類   | 應亮   | 編導，盧卡諾影展最佳導演獎       |
| 動畫片類   | 邱禹鳳 | 導演，台北電影獎最佳動畫         |
| 動畫片類   | 陳怡菁 | 臺中動畫影展策展人               |
| 動畫片類   | 謝文明 | 導演，金馬獎最佳創作短片入圍     |

### 複選及決選評審委員
| 委員   | 身分                                       | 複選委員 | 決選委員 |
| ------ | ------------------------------------------ | -------- | -------- |
| 瞿友寧 | 編導，金馬獎最佳原著劇本入圍               |          |          |
| 陳宏一 | 編導，台北電影獎最佳導演                   |          |          |
| 陳芯宜 | 編導，金馬獎最佳原著劇本、剪輯、紀錄片入圍 |          |          |
| 姜秀瓊 | 編導，金馬獎最佳創作短片                   |          |          |
| 馬志翔 | 編導、演員，金馬獎最佳新導演入圍           |          |          |
| 劉蔚然 | 製片、編劇，金馬獎最佳原著劇本入圍         |          |          |
| 劉強   | 美術指導，金馬獎最佳美術設計               |          |          |
| 馬英力 | 編劇，金馬獎最佳改編劇本                   |          |          |
| 沈聖德 | 錄音、配樂，金馬獎最佳錄音                 |          |          |
| 焦元溥 | 作家、學者，廣播金鐘獎最佳非流行音樂節目   |          |          |
| 何思穎 | 學者、策展人                               |          |          |
| 許鞍華 | 導演、金馬獎最佳導演                       |          |          |
| 李心潔 | 演員、金馬獎最佳女主角                     |          |          |
| 陳建斌 | 導演、演員、金馬獎最佳男主角、最佳新導演   |          |          |
| 張家振 | 監製                                       |          |          |
| 馬家輝 | 香港文化評論學者                           |          |          |
| 姚宏易 | 攝影師及金馬獎最佳紀錄片                   |          |          |

## 收視率
- 頒獎典禮：全體平均收視4.17、有效平均收視4.2，總收視人口達364萬3千人，最高點落在「舒淇頒發年度台灣傑出電影工作者─趙德胤得獎介紹影片」，平均約5.42（收視人口119萬4千人）。收視第2名則為「周冬雨、馬思純雙雙獲得影后」達5.35（收視人口118萬人），第3名收視則是「范偉獲影帝」收視5.32，收視人口117萬4千人[5]。
- 表演節目：收視最高點落在李玟的「 純粹浪漫」演出，收視高達 4.83（收視人口106.5萬人）；其次為竇靖童演唱入圍本屆最佳原創電影歌曲「(It’s not a crime) It’s just what we do」，收視也達4.69（收視人口103.5萬人）。南征北戰 演唱的「薩瓦迪卡」，收視也有4.46（收視人口98.2萬人）。
- 星光大道：全體平均收視1.96、有效平均收視1.91，總收視人口為148萬3千人，其中「茱麗葉·畢諾許走星光」，每分鐘收視衝上3.27（收視人口72萬人），成為星光最大亮點。其次是舒淇的3.23（收視人口71萬2千人）、宋承憲的3.21（收視人口70萬8千人）。

## 特別節目
- 台視主頻於2016年11月19日播出《金馬53入圍系列報導》，由楊千霈主持。

## 追思逝世影人名單
本年度金馬獎的追思逝世影人單元，全名為「追憶─永遠的電影人」。以下是追思影人的名單（按影片中出現順序列出）：

| - 王萊──演員(第3、18、25、28屆最佳女配角) - 余如季──紀錄片導演、攝影、出品人 - 蔡東華──監製、製片 - 何藩──演員、導演、攝影 - 盧大偉──演員 - 喬任梁──演員 - 王俠──演員 - 貢敏──編劇、導演、劇作家 - 田浩文──作曲、配樂 - 蔣娉──演員 - 紫羅蓮──演員 - 廖慶松──攝影（並非同名且人稱廖桑的剪接師廖慶松） - 陳雲裳──演員 - 夏夢──演員、監製 - 畢安生──演員、翻譯、學者 - 莊奴──作詞人 | - 葛存壯——演員（未列出） - 杜惠東──宣傳 - 嚴國寶──製片 - 錢小琍──選角指導、經紀 - 王瑞──演員 - 馮克安──動作指導、演員、導演 - 韓春──動作指導、演員 - 黎繼明──導演 - 林新傳──燈光、電工 - 白明華──演員 - 羅明珠──演員 - 賀軍政──演員 - 孫陽──導演、編劇 - 杜又陵──製片、策畫 - 華慧英──攝影 - 柯俊雄──演員、導演、出品人 |

## 典禮表演節目
| 表演者                            | 表演名稱                   | 表演內容                                                                                               |
| --------------------------------- | -------------------------- | --- |
| 張震 《牯嶺街少年殺人事件》演員群 | 典禮引言                   | 引言及入圍影片介紹                                                                                     |
| 孫燕姿 台北愛樂兒童合唱團         | 我們的世界                 | 曾淑勤–魯冰花 茱蒂·嘉蘭-Over the Rainbow 孫燕姿–克卜勒 The Beatles–Across The Universe 蔡藍欽–這個世界 |
| 陶晶瑩(引言)                      | 追憶逝世影人               | 逝世影人影片                                                                                           |
| 季小薇+Alvin Wee                  | 最佳電影原創歌曲獎入圍表演 | 季小薇–Arena Cahaya                                                                                    |
| 竇靖童                            | 最佳電影原創歌曲獎入圍表演 | 竇靖童–(It's not a crime) It's just what we do                                                         |
| 李行、朱延平(引言)                | 終身成就獎                 | 張永祥終身成就獎影片                                                                                   |
| 林意涵+保卜                       | 最佳電影原創歌曲獎入圍表演 | 林意涵–愛不用說話                                                                                      |
| 陶晶瑩(引言)                      | 電影之光                   | 電影工作者感想影片                                                                                     |
| 南征北戰                          | 最佳電影原創歌曲獎入圍表演 | 南征北戰–薩瓦迪卡                                                                                      |
| 李玟                              | 純粹浪漫                   | 蘇芮+虞戡平–請跟我來 譚詠麟–愛的根源 林曉培-心動 惠妮休斯頓–I Have Nothing 李玟–月光愛人               |

## 爭議

### 中國大陸政府禁止直播、轉播
2016年2月，博訊報導，為了防止「不符合國情的言論和影視作品帶來不良影響」，中華人民共和國國家新聞出版廣電總局及中共中央宣傳部下令中國大陸各大網站平台禁止直播、轉播金馬獎及香港電影金像獎頒獎典禮實況，不過關於獎項的報導和採訪仍可繼續。同月，台北金馬影展執行委員會表示，沒接到有關此傳聞的任何消息，至於中國大陸媒體是否轉播金馬獎頒獎典禮目前仍言之過早。
2016年11月26日当晚，腾讯视频对金馬獎颁奖典礼进行了延時直播，並且完全刪除「最佳紀錄片」及「最佳劇情短片」的頒獎環節。該兩個「被消失」的獎項，分別有涉及2014年香港雨傘運動的作品候選。

### 雙影后
关于金馬獎破例封雙影后：女主角人選，原本各有支持者；許鞍華提出多個選項是「周冬雨+馬思純」，獲2/3以上評審同意，第一輪投票就通過。

### 台灣電影全軍覆沒
本屆獎項幾乎都由中國大陸電影和演員所獲得，台灣電影和演員在獎項幾乎全數落敗，台灣媒體自由時報報導：「.....加上整場典禮京片子不絕於耳，還猛講『晚上好兒』，簡直像是在頒發金雞百花獎，讓不少人看不下去乾脆轉台...」。許多網友忍不住嘲諷金馬獎根本就變成了「金雞百花獎」，根據蘋果日報報導，以《一念無明》入圍本屆金馬「最佳男配角」的曾志偉表示「一開始覺得沒有像(金雞百花獎)，後來有點像」，本屆金馬獎主席張艾嘉說：「網友可以自由發表意見，但金馬獎的公正由來以久，我當主席，我自己入圍都沒得了。」導演趙德胤認為：「台灣就是很可愛的地方，金馬獎肚量太大了，常有預料不到，很包容。」《七月與安生》導演曾國祥說：「不要分中國、香港、台灣，拍電影不容易，只要是好電影，大家都替他們開心。」大陸導演馮小剛指出：「金馬獎在兩岸三地蠻有影響力，它不會受到任何因素干擾，我覺得挺公平的。」 。

## 外部連結
- 第53屆金馬獎名單（繁體中文）
- 國家電影中心圖書館-第五十三屆金馬獎頒獎典禮
- 時光網-第53届台湾电影金马奖 （页面存档备份，存于）

## 節目的變遷
| 台視 星期六17:00-00:00 | 台視 星期六17:00-00:00 | 台視 星期六17:00-00:00 |
| ---------------------- | --- | ---------------------- |
|                        | 第53屆金馬獎 榮耀金馬53 17:00-17:30 （2016年11月26日 - 2016年11月26日） 第53屆金馬獎 星光大道 17:30-19:05 （2016年11月26日 - 2016年11月26日） 第53屆金馬獎 頒獎典禮 19:05-00:00 （2016年11月26日 - 2016年11月27日） 第53屆金馬獎 幕後花絮 00:00-01:00 （2016年11月27日 - 2016年11月27日） |                        |
| —                      | — |                        |